# Rhetinolepis
Rhetinolepis, monotipski rod glavočika, dio podtribusa Santolininae. Jedina vrsta je jednogodišnja raslinja žutih cvjetova R. lonadioides iz sjeverne Afrike (Maroko, Alžir, Tunis).
Rod je opisan 1856./1857.

## Sinonimi
- Anthemis lonadioides Hochr.
- Ormenis lonadioides (Coss.) Maire